# Carabine à tige

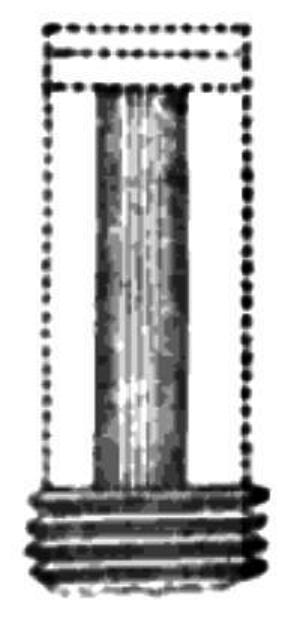
Diagrama da câmara da Carabine à tige de Thouvenin.

Carabine à tige, é a designação em francês, atribuída a um rifle por antecarga usando pólvora negra, inventado por Louis-Étienne Thouvenin. O sistema foi um aprimoramento da invenção de outro francês, Henri-Gustave Delvigne.

## Visão geral
Delvigne havia desenvolvido carabinas com câmara e mosquetes estriados para que, quando forçada contra o aro da câmara por golpes (com três golpes de um aríete pesado), a bala se deformasse e se achatasse, de modo a expandir em diâmetro contra o interior do cano, fazendo com que a bala fosse pressionada contra as ranhuras das estrias. Quando disparada, a bala acompanhava o estriamento e girava.
Esta foi uma das primeiras tentativas de contornar um dos maiores obstáculos ao uso de rifles militares; para que um rifle dê a rotação adequada a um projétil, o projétil deve caber confortavelmente dentro do cano para engatar nas ranhuras de estriamento. O problema, entretanto, era que a pólvora negra usada naquela época produziria rapidamente um resíduo de camada espessa de incrustação. Depois de apenas três ou quatro tiros, seria impossível recarregar um rifle típico sem usar um martelo para forçar a bala pelo cano sujo.
O projeto de Delvigne tratou desse problema introduzindo um projétil que era menor do que o diâmetro do cano (evitando assim mais facilmente o acúmulo de incrustação) que, após o carregamento, poderia ser atingido com uma vareta. Com três golpes da vareta, a bala ficava deformada e achatada, de modo a se expandir em diâmetro contra o interior do cano, permitindo que a bala pressione contra as ranhuras do rifle. Quando disparada, a bala acompanhava as ranhuras causando o giro. Esta melhoria preservou a precisão enquanto reduzia o tempo necessário para recarregar que, de outra forma, teria sido aumentado devido à forte incrustação.

## O projeto

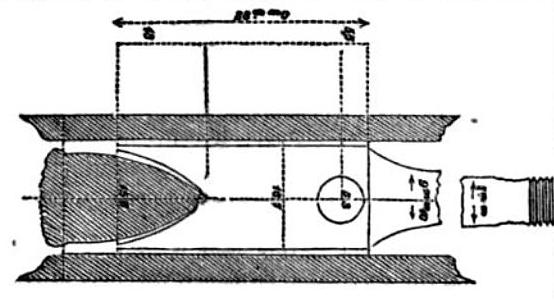
Uma vareta escareada era necessária para forçar a bala sem danificar sua forma.

O aperfeiçoamento de Thouvenin envolveu uma haste de aço dentro e no centro da câmara de pólvora, em torno da qual a pólvora era inserida e em cima da qual a bala era colocada. Quando atingida pela vareta, a bala se expandia radialmente contra as ranhuras das estrias e ao mesmo tempo envolvia a haste, dando-lhe uma forma mais eficiente e aerodinâmica. Thouvenin publicou sua invenção em 1844.
Este sistema, embora uma melhoria em relação ao método de Delvigne, ainda não permitia um encaixe perfeito no estriamento, tornando a trajetória da bala um tanto errática. O Exército francês, no entanto, adotou a melhoria em 1846. Os "Chasseurs" adotaram o sistema em 1853, assim como o corpo de Jägers da Prússia, onde as habilidades dos atiradores eram essenciais.
Os rifles eram conhecidos como "carabines à tige Thouvenin". As armas usavam uma mira de 600 metros e um gatilho de precisão. Os canos eram estriados com oito ranhuras, completando uma volta a cada 36 polegadas (1:36").
As "carabinas Thouvenin" tinham o inconveniente de serem muito difíceis de limpar, especialmente a área ao redor da haste dentro da câmara.

## Legado
Esse desenvolvimento foi o precursor da invenção da "Minié ball" por Claude-Étienne Minié, pois Thouvenin já havia sugerido que uma bala com base oca seria mais eficiente. Minié desenvolveu ainda mais seu "culot" de ferro (um plugue de ferro inserido na base oca da bala), com o objetivo de forçar a bala para fora em direção aos sulcos através do impacto do plugue contra a inércia da bala de chumbo, da mesma forma que a haste de Thouvenin fazia sem o "culot". O sistema muito mais simples substituiu a "carabines à tige Thouvenin", permitindo até mesmo a transformação de qualquer cano de alma lisa em estriado ("fusil rayé"), simplesmente fazendo ranhuras de "rifling" e usando a "bala Minié" apropriada disponível para todas as tropas.